# 李乙雪
李 乙雪（朝鮮語：리을설「北朝鮮」, 이을설「韓国」、リ・ウルソル、り・いつせつ。1921年9月14日 - 2015年11月7日）は、朝鮮民主主義人民共和国（北朝鮮）の軍人、政治家。朝鮮民主主義人民共和国国防委員会委員などを務めた。朝鮮人民軍元帥。

## 経歴
日本統治時代の朝鮮咸鏡北道城津郡生まれ。1937年7月朝鮮人民革命軍に入隊した後、司令部の伝令兵としての任務を遂行し、やがて本隊に繰り込まれ金日成と行動を共にした。
1946年、保安幹部訓練大隊創設要員。1948年、人民軍総司令部直属警備大隊長。朝鮮戦争時には人民軍第4師団参謀長、第15師団第50連隊長。ソ連軍事アカデミーに留学し、1962年10月に朝鮮人民軍第5軍団長、中将になる。同年より最高人民会議代議員を務めた。
1970年11月の朝鮮労働党第5回党大会において党中央委員に選出される。1972年2月に朝鮮人民軍第5軍団司令官、上将になる。
1980年10月の第6回党大会において党中央委員および党中央軍事委員会委員に選出。1984年8月に護衛総局総局長に任命。
1985年4月13日、朝鮮人民軍大将に昇格。
1990年5月に国防委員会委員に選出。
1992年4月20日、朝鮮人民軍次帥の称号を授与。
1995年10月8日、朝鮮人民軍元帥の称号を授与された。
1996年2月に護衛司令官に任命。1998年9月5日、最高人民会議第10期第1回会議により国防委員会委員に選出され、2003年9月まで務める。高齢のため、2011年12月の金正日の国家葬儀委員会のメンバーに選出された時に就任していた役職は党中央委員会委員のみである。
2014年3月に行われた第13期最高人民会議代議員選挙で代議員に再選された。
2015年11月7日、肺がんのため死去。翌11月8日に朝鮮中央通信にて訃報が公表され、金正恩を委員長とする国家葬儀委員会の名簿も発表された。
葬儀が2015年11月11日、平壌で国葬として厳かに執り行われた。墓所は大城山革命烈士陵。

## 名前にちなんだもの
李乙雪護衛総合軍官学校